# Alosa d'Obbia
L'alosa d'Obbia (Spizocorys obbiensis) és una espècie d'ocell de la família dels alàudids (Alaudidae).

## Hàbitat i distribució
Habita els deserts de l'est costaner de Somàlia, des d'Obbia cap al sud fins l'àrea de Mogadiscio.